# Benedenius
Benedenius è un genere di pesci ossei estinti, appartenente agli eurinotiformi. Visse nel Carbonifero inferiore (circa 330 milioni di anni fa) e i suoi resti fossili sono stati ritrovati in Belgio.

## Descrizione
Questo pesce era di dimensioni medie e poteva raggiungere i 30 centimetri di lunghezza. Possedeva un corpo alto e corto, piuttosto appiattito lateralmente. La testa era piuttosto piccola e alta, con occhi relativamente piccoli e un muso piuttosto arrotondato. Lungo la parte mediana del dorso erano presenti numerose scaglie ossee di grosse dimensioni che si interrompevano proprio di fronte alla pinna dorsale, che era molto arretrata ed era composta da una prima parte alta e da una seconda parte bassa e lunga che andava quasi a toccare la pinna caudale. Quest’ultima era formata da un lobo superiore particolarmente robusto e allungato, e da un lobo inferiore più piccolo.
Le pinne pettorali erano lunghe e sottili, a forma di falce. Il corpo di Benedenius era ricoperto da numerose scaglie di piccole dimensioni ma robuste, disposte obliquamente in maniera regolare per tutto il corpo tranne che nella zona del petto, dove erano particolarmente oblique e allungate. L’osso dentale di Benedenius era ricoperto da due spesse bande di ganoina; quest’ultima ricopriva anche la mascella. Erano presenti piastre dentarie denticolate e ricoperte di smalto lungo la mandibola e l’osso palatoquadrato. Benedenius si differenziava da altre forme simili come Styracopterus e Fouldenia per le dimensioni molto maggiori, per la maggiore area ricoperta da ganoina liscia nelle ossa dermiche e per la notevole complessità delle linee di sutura della volta cranica.

## Classificazione
Benedenius venne descritto per la prima volta nel 1878 da Traquair, che ne studiò i resti fossili provenienti dalla zona di Denée, in Belgio. La specie tipo descritta da Traquair è Benedenius daneensis, ma successivamente è stata descritta un’altra specie (B. soreili) proveniente dallo stesso giacimento.
Benedenius è stato inizialmente considerato un rappresentante dei platisomoidi, un gruppo di pesci carboniferi caratterizzati da corpi alti e stretti, ma successivamente è stato accostato a Styracopterus, un altro pesce carbonifero dal corpo più basso e di dimensioni minori. Attualmente è considerato un rappresentante degli Styracopteridae, all’interno del gruppo degli Eurynotiformes.

## Paleobiologia
Probabilmente Benedenius si muoveva lentamente tra le scogliere carbonifere in cerca di cibo, forse costituito da alghe o piccolo animali.